# 스코틀랜드 왕국
스코틀랜드 왕국(Kingdom of Scotland, 스코틀랜드 게일어: Rìoghachd na h-Alba, 스코트어: Kinrick o Scotland)은 그레이트브리튼섬의 북쪽 1/3을 차지하고 있던 유럽의 옛 나라이다. 843년에 처음 세워졌으며, 1707년 연합법으로 잉글랜드 왕국과 합쳐져 그레이트브리튼 왕국의 일부가 되었고, 1700년 무렵의 인구는 약 112만 명이었다.

## 같이 보기
- 스코틀랜드의 군주
- 잉글랜드 왕국

### 내용주
1. ↑  The Pictish and Cumbric languages became extinct during the 10th and 11th centuries.
2. ↑  고대 영어 (950–1066), 중세 영어 (1066–1550), 현대 영어 (1550–1707). 전반적인, 스코틀랜드 영어 16세기 중반부터 스코틀랜드에서 영향력이 커지기 시작했다.
3. ↑  고대 영어 (1066년까지), 중세 영어 (1066년 ~ 13세기), 초기 스코트어 (13세기 ~ 1450년), 중세 스코트어 (1450년부터)
4. ↑  Became the chief language of governance in the eleventh and twelfth centuries and was widely spoken in Scotland at the height of the Auld Alliance.
5. ↑  Widely used for administrative and liturgical purposes.